# كأس ألمانيا 2008–09
كأس ألمانيا 2008–09 (بالألمانية: DFB-Pokal 2008/09)‏ هو الموسم 66 من كأس ألمانيا. أشرف على تنظيمه اتحاد ألمانيا لكرة القدم، وكان عدد الأندية المشاركة فيه 64، وفاز فيه فيردر بريمن.